# Hyllinge motorsällskap
Hyllinge Motorsällskap är en motorsportklubb i Hyllinge i Skåne. Hemmabana är Ring Knutstorp. Sällskapet räknar sina anor till 1948, och började 1951 arrangera speedwaytävlingar på Hyllinge IP.